# 圣哥达大厦

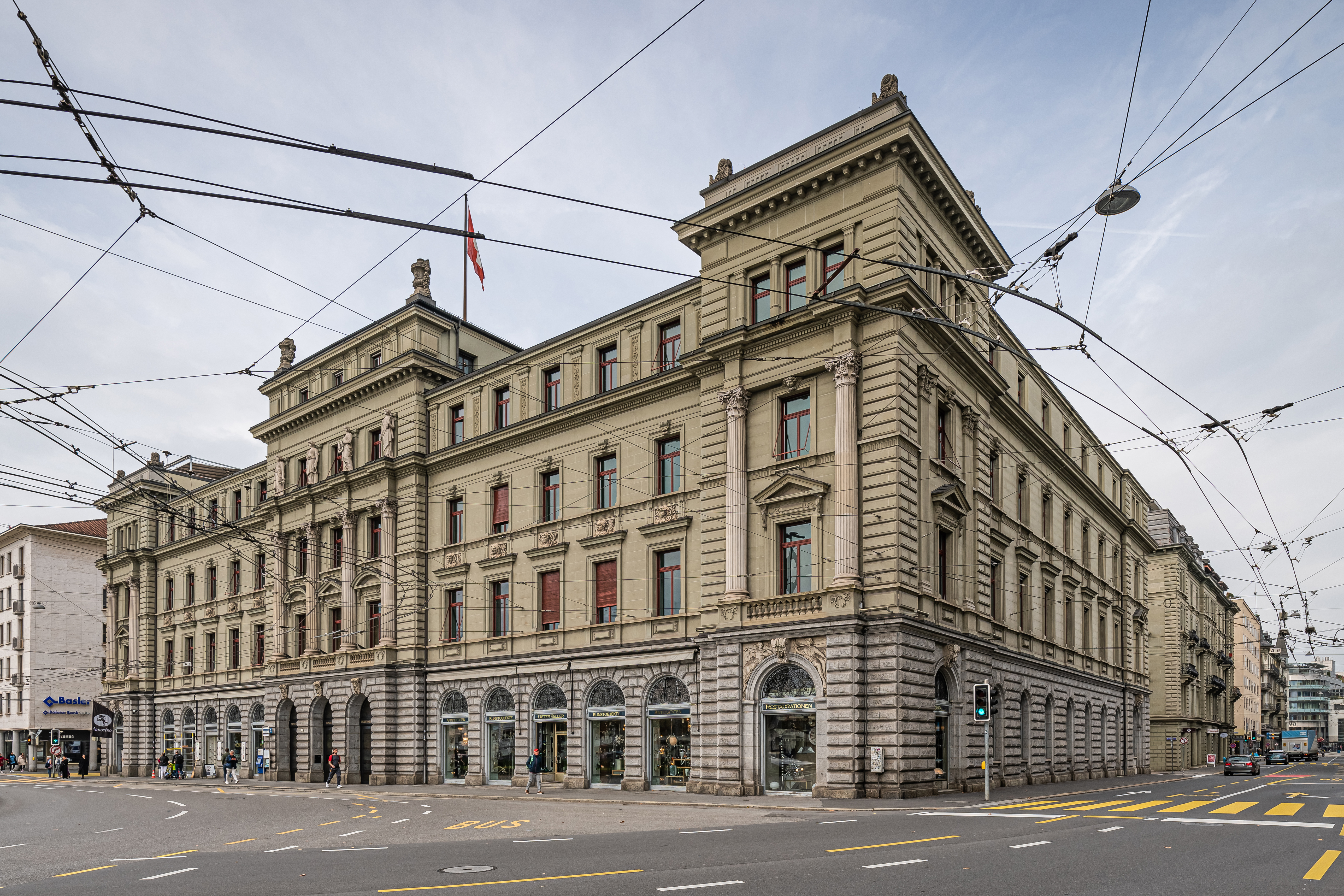
圣哥达大厦

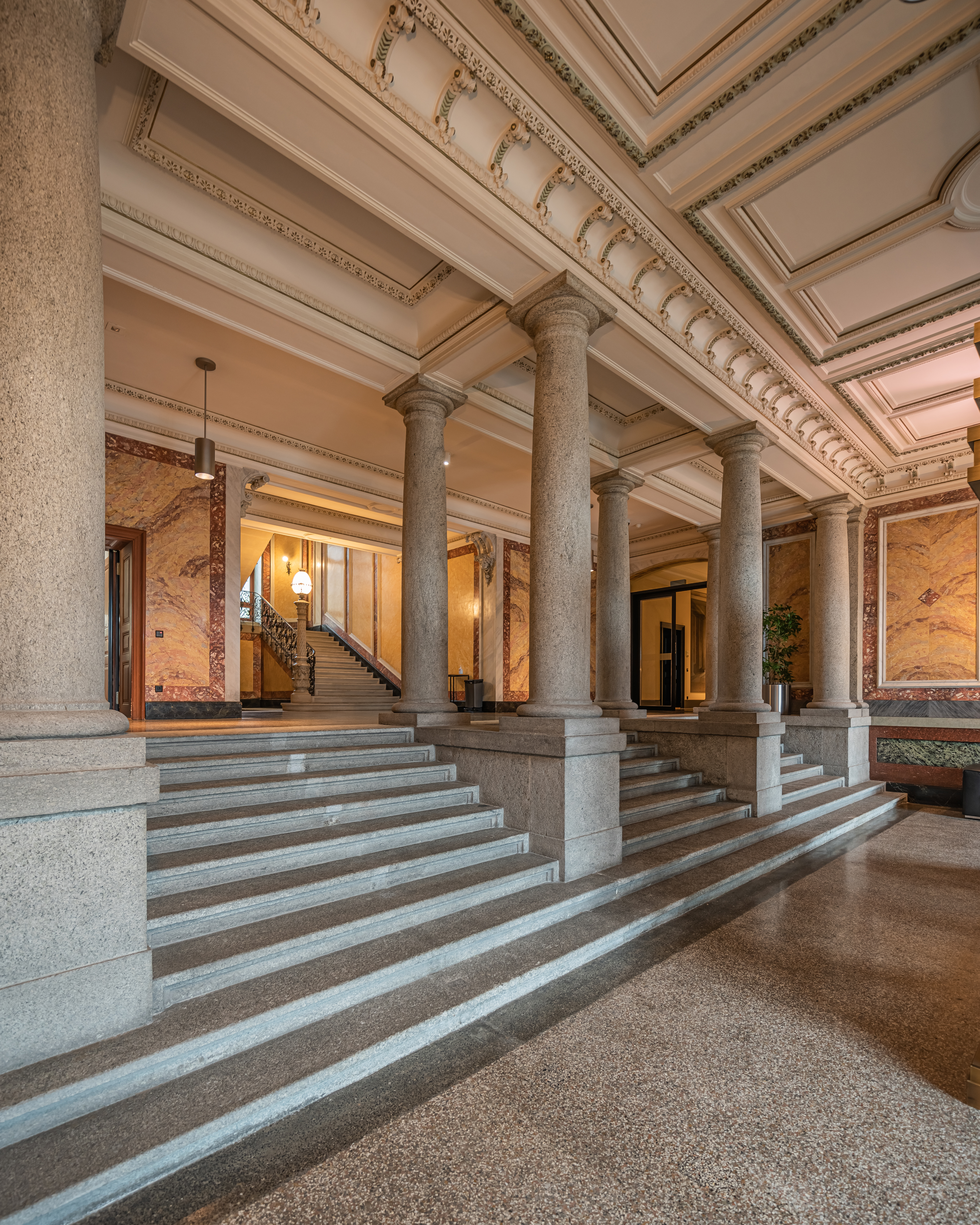
圣哥达大厦

圣哥达大厦（Gotthardgebäude）位于瑞士卢塞恩瑞士宫廷滨河路6号，被认为是卢塞恩州最具代表性的新文艺复兴建筑。
这是一座受保护的历史建筑，原为圣哥达铁路公司的行政大楼，建于1887年至1889年，由公司的总设计师古斯塔夫。Mossdorf （1831至1907年）设计。

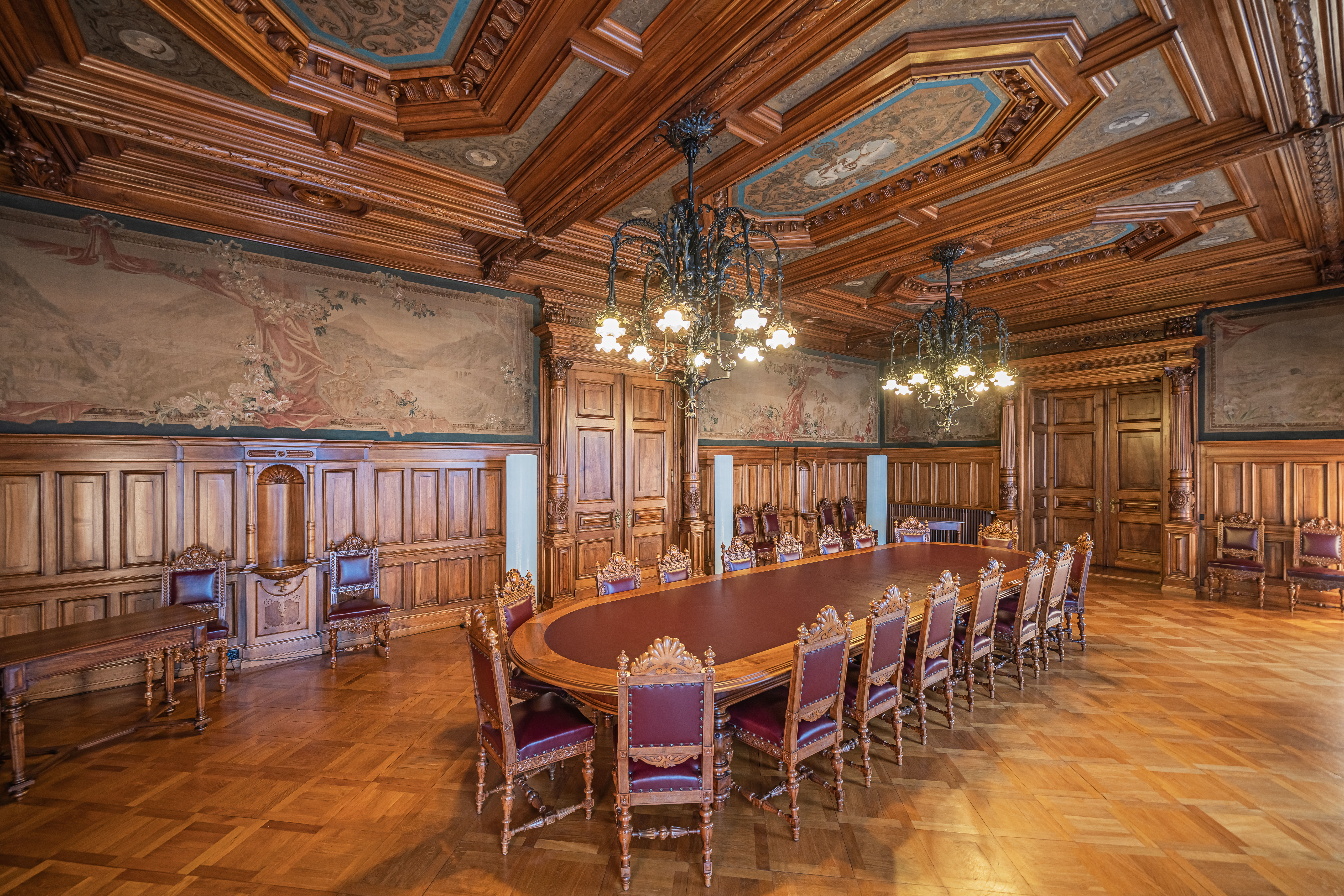
圣哥达铁路公司前董事会室

如今，圣哥达大厦是法院所在地。